# Боян Незірі
Боян Незірі (серб. Bojan Neziri, Бојан Незири, нар. 26 лютого 1982, Шабац) — сербський футболіст, захисник.
Насамперед відомий виступами за клуби «Воєводина» та «Дьйор», а також національну збірну Сербії і Чорногорії.

## Клубна кар'єра
У дорослому футболі дебютував 1998 року виступами за команду клубу «Мачва», в якій провів два сезони, взявши участь у 31 матчі чемпіонату.
Своєю грою за цю команду привернув увагу представників тренерського штабу клубу «Воєводина», до складу якого приєднався 2000 року. Відіграв за команду з Нового Сада наступні три сезони своєї ігрової кар'єри. Більшість часу, проведеного у складі «Воєводини», був основним гравцем захисту команди.
Згодом з 2003 по 2008 рік перебував на контракті в донецькому «Металурзі», за цей час також встиг пограти на умовах оренди за донецький «Шахтар», німецький «Вольфсбург» та бельгійський «Брюссель».
У 2008 році уклав контракт з клубом «Дьйор», у складі якого провів наступні два роки своєї кар'єри гравця.
До складу сербського клубу «Інджія» приєднався 2011 року. Відіграв за команду з Інджії 4 матчі в національному чемпіонаті, після чого отримав статус вільного агента і незабаром завершив професійну кар'єру.

## Виступи за збірну
У 2004 році дебютував в офіційних матчах у складі національної збірної Сербії і Чорногорії, разлм з якою став срібним призером молодіжного Євро-2004. Всього провів у формі головної команди країни 3 матчі.
Брав участь у складі збірної в Олімпійських іграх 2004 року, де провів всі три провальних гри в групі проти Тунісу (2:3), Австралії (1:5) та Аргентини (0:6).